# Улица Лейтенанта Красикова (Казань)
Улица Лейтенанта Красикова — магистральная улица в посёлке Юдино Кировского района Казани. Начинаясь от юдинской аллеи Славы, пересекает улицы Политехническая, Ильича, Черемховская, Ферганская, Магазинная, Воркутинская и заканчивается на восточной окраине Юдино у Односторонней Парковой улицы. По улице ходит общественный транспорт, есть остановка «Бирюзовая».
Местность, занятая улицей, была застроена ещё в 1930-е годы. До присоединения к Казани называлась улицей Карла Маркса, в 1967 году переименована в Хакасскую улицу, по ходатайству ветеранов Юдинского ж/д узла вновь переименована в 1983 году в честь лейтенанта-танкиста Юрия Красикова, жителя Юдино.
Застройка улицы многоэтажными домами началась в 1950-е годы, ими застроен отрезок до пересечения с Ферганской улицей. Остальная часть улицы застроена частными домами. Почти все многоквартирные жилые дома улицы в советский и начало постсоветского периода принадлежали Казанской железной дороге (с 1961 года Казанское отделение ГЖД, дома №№ 1, 2, 3/27, 4, 5/34, 6, 7, 8, 8/21, 11, 12, 13, 14, 15, 18, 20).
На улице расположены ДК Железнодорожников (пересечение с улицей Ильича), почтовое отделение 420078 (№ 8), детский сад № 417 (№ 9), гимназия № 152 (№ 16).